# Xã Dale, Quận Cottonwood, Minnesota
Xã Dale (tiếng Anh: Dale Township) là một xã thuộc quận Cottonwood, tiểu bang Minnesota, Hoa Kỳ. Năm 2010, dân số của xã này là 151 người.